# Kruis voor Oorlogsverdienste (Lippe)
Het Kruis voor Oorlogsverdienste (Duits: "Kriegsverdienstkreuz") werd op 8 december 1914, aan het begin van de Eerste Wereldoorlog, ingesteld door Leopold IV van Lippe, de regerend vorst van Lippe.
Het kruis werd in twee klassen en aan vier verschillende linten uitgereikt.
- De Ie Klasse was een "steckkreuz" en kende daarom geen lint.

- De IIe Klasse werd aan een lint op de borst gedragen. Er waren twee linten voor evenzovele wijzen waarop men zich verdienstelijk had gemaakt.

- Aan het lint voor de strijdenden "am Kämpferband")

Dit lint was geel met een wit-rode bies.
- Aan het lint voor de niet-strijdenden ("Am Bande für Nichtkämpfer")

Dit lint was wit met een rood gele bies.
De onderscheiding werd voor verdienste aan het front en aan het thuisfront verleend.
De bekende jachtvlieger Manfred von Richthofen was een van de dragers van het kruis.
Het vergulde bronzen kruis had het gekroonde monogram van de stichter in de bovenste arm van het kruis, een roos, het zinnebeeld van Lippe, binnen een lauwerkrans in het midden en het jaartal "1914" op de onderste arm. Op de vlakke keerzijde staat "Für Auszeichnung im Kriege".
Men droeg de kruisen der IIe Klasse aan een lint op de linkerborst. Het kruis der Ie Klasse werd op het midden van de linkerborst gepind. De onderscheidingen werden ook als miniatuur op een rokkostuum, als knoopsgatversiering en als baton op een daags uniform gedragen. Er zijn geen zwaarden, gespen, eikenloof of andere bijzondere versierselen zoals die in het Duitse Rijk zo gangbaar waren aan deze twee kruisen verbonden geweest.
Er werden na 1915 ook "Kriegsverdienstmedailles" met linten voor "Verdienst im Feindesland" en "Heimatverdienst" verleend.
In geheel Duitsland ontstonden in de loop der jaren onderscheidingen die, zoals dit kruis, op het IJzeren Kruis waren gebaseerd. Ook dat kruis werd aan een gespiegeld, grotendeels wit, aan de priesters en artsen aan het front verleend.
Zie ook: Het vergelijkbare Kruis voor Trouwe Dienst van Schaumburg-Lippe.

## Gedecoreerden
- René de l'Homme de Courbière, (Duitse generaal)
- Manfred von Richthofen, (piloot)
- Gerd von Rundstedt, (Duitse generaal-veldmaarschalk)
- Jürgen Stroop, (SS-Gruppenführer)
- Rupprecht van Beieren, (kroonprins)
- Leopold van Beieren, (prins)
- Hans Cramer, (Duitse generaal)
- Frederik van Oostenrijk, (aartshertog van Oostenrijk)